# Hagop Bedros VII. Holassian
Hagop Bedros VII. Holassian, auch Jakob Petrus VII. Holassian, (* ?; † 6. Februar 1843 in Bzommar) war der siebte armenisch-katholische Patriarch von Kilikien. Seine Amtszeit dauerte nur ein Jahr und sieben Monate.

## Leben
Hagop Holassian war Ordenspriester der Antonianer. Er war Patriarchalvikar und Administrator – vergleichbar mit einem Apostolischen Administrator, bei seinem Vorgänger Patriarch Krikor Bedros VI. Jeranian, er galt als ein kluger Berater.
Am 30. Juni 1841 wurde er als dessen Nachfolger zum Patriarchen von Kilikien gewählt. Papst Gregor XVI. (1831–1846) bestätigte ihn am 27. Januar 1842 im Amt. Schon vor seiner Wahl zum Patriarch war er mit Emir Bashir Shihab II. des Libanons, der mehrmals im Kloster von Bzommar weilte, befreundet. Der Emir schätze Holassian sehr und nannte ihn „Säule meiner Herrschaft“.